# Kodeks Moskiewski
Kodeks Moskiewski, łac. Codex Mosquensis, oznaczany symbolem Kap albo 018 (Gregory-Aland), Απρ1 (von Soden) – grecki uncjalny rękopis Nowego Testamentu na pergaminie. Przekazuje tekst Listów powszechnych oraz Listów Pawła wraz z komentarzem. Paleograficznie datowany jest na IX wiek. Kodeks pochodzi z Athos, skąd sprowadzony został do Moskwy, niektóre jego partie zostały utracone. Rękopis jest rzadko cytowany w krytycznych wydaniach greckiego Nowego Testamentu. Część kart zaginęła.

## Opis
Zachowało się 288 pergaminowych kart (33,8 na 24,2 cm) kodeksu z tekstem Listów Pawła oraz Listów powszechnych, z wyjątkiem dwóch luk (Rz 10,18—1 Kor 6,13; 1 Kor 8,8-11). Oryginalny kodeks zawierał także księgę Dziejów Apostolskich, która to księga zaginęła w całości.
Tekst pisany jest w 2 kolumnach na stronę, 27 linijkach w kolumnie, późną majuskułą. Stosuje przydechy i akcenty.
Tekst został podzielony na paragrafy krótkimi komentarzami. Komentarze pisane są minuskułą. Na dole strony znajdują się scholia, których autorstwo przypisano dla Jana Chryzostoma, pisane minuskułą.

## Tekst
Grecki tekst kodeksu reprezentuje bizantyńską tradycję tekstualną. Nie jest to jednak standardowy tekst bizantyński. Hermann von Soden zaklasyfikował go do grupy I (późniejsi badacze uznali tę grupę za tekst cezarejski). Kurt Aland dał mu profil 1541 331/2 82 8s w Listach Pawła oraz 801 111/2 42 4s w Listach powszechnych. Profil ten oznacza, że kodeks wspiera tekst bizantyński przeciwko „oryginalnemu” w 154 miejscach dla Listów Pawła i 80 – dla Listów powszechnych, współbrzmi zarówno z tekstem bizantyńskim, jak i „oryginalnym” w 33 i 11 miejscach, wspiera tekst „oryginalny” przeciwko bizantyńskiemu w 8 i 4 miejscach. Ponadto kodeks posiada 8 sobie właściwych wariantów w Listach Pawła i 4 – w Listach powszechnych. W oparciu o ten profil tekst rękopisu został zaklasyfikowany do V kategorii Alanda.
Tekst jest pokrewny dla kodeksu 0151. W Liście do Galacjan na 279 wyodrębnionych wariantów aż w 263 przypadkach oba kodeksy przekazują tekst zgodny. Różnic jest 16, mają wyłącznie charakter gramatyczny i na ogół jest to rezultat odmiennej wymowy niektórych samogłosek. Jest to bardzo wysoki stopień zgodności jak na rękopisy tradycji bizantyjskiej. Oba muszą pochodzić od tego samego przodka oddalonego co najwyżej o jedną generację wstecz. Jest rzeczą nieprawdopodobną, by jeden z rękopisów został skopiowany od drugiego ze względu na indywidualne różnice pomiędzy nimi. Oba rękopisy posiadają również komentarze o wysokim stopniu zgodności.
W Rzymian 1,8 przekazuje wariant περι, charakterystyczny dla rękopisów aleksandryjskich i wspierany przez rękopisy: א, A, B, C, D*, 33, 81, 1506, 1739 i 1881. Rękopisy tradycji bizantyjskiej przekazują wariant υπερ (także G Ψ).
Jest jednym z najstarszych rękopisów, który w 1 Tymoteusza 3,16 przekazuje wariant θεός ἐφανερώθη (Bóg objawiony), charakterystyczny dla rękopisów późnej tradycji bizantyńskiej. Wcześniejsze rękopisy przekazują wariant ὃς ἐφανερώθη (który został objawiony).

## Historia
Kodeks jest zgodnie datowany na IX wiek. Datowali go tak XIX-wieczni, jak i XX-wieczni badacze (Tregelles, Tischendorf, Scrivener, Gregory, Kenyon). W taki też sposób datuje go dziś INTF. Wczesna historia kodeksu aż do roku 1655 jest nieznana. Z uwagi na zamiar przystąpienia do prac nad nowym przekładem Biblii, nazwanym później Biblią moskiewską, kodeks został w 1655 roku przywieziony przez mnicha Arseniusza, wraz z innymi rękopisami, z klasztoru św. Dionizego na górze Athos do Moskwy na prośbę patriarchy Nikona. Przechowywany był w bibliotece Świętego Synodu (XCVIII). Od 1920 roku rękopis przechowywany jest w Państwowym Muzeum Historycznym (V. 93, S. 97).
Tekst rękopisu został skolacjonowany przez Matthaei. Wykorzystał go Scholz w swoim wydaniu greckiego NT, cytując go za pośrednictwem Matthaei. Od czasów Tischendorfa jest cytowany we wszystkich wydaniach greckiego NT. Scrivener ocenił, że rękopis powinien być często cytowany ex silentio. We współczesnych wydaniach Nestle-Alanda rzadko jest cytowany indywidualnie, na ogół cytowany jest ex silentio. NA27, w odróżnieniu od poprzednich wydań, wprowadziło rozróżnienie wykorzystanych rękopisów, jeżeli chodzi o kolejność cytowania. Kodeks 018 zaliczony został do świadków II rzędu. UBS4 cytuje go jako Byz, które to siglum służy do oznaczenia wszystkich rękopisów tradycji bizantyńskiej. Oznacza to, że jest cytowany tylko wtedy, gdy jest zgodny z całą grupą, do której został przypisany. Nie jest cytowany indywidualnie.
Pierwsze facsimile (typograficzne) wydał Matthaei, była to tylko jedna linijka tekstu. William Hatch wydał jego fotograficzne facsimile (jedna strona kodeksu), a także Bruce M. Metzger (tekst 1 Pt 1,1-3).
Na listę rękopisów Nowego Testamentu wciągnął go Scholz, który oznakował go przy pomocy siglum 102 w przypadku Listów powszechnych oraz siglum 117 w przypadku Listów Pawła. W 1849 Tischendorf nadał mu siglum I w Listach powszechnych oraz K w Listach Pawła. W 1859 roku Tischendorf nadał siglum K dla całego rękopisu. Gregory w 1908 nadał mu siglum 018.